# Senj (Buzet)
Pour les articles homonymes, voir Senj (homonymie).
Senj (en italien : Segnacco) est une localité de Croatie située en Istrie, dans la municipalité de Buzet, dans le comitat d'Istrie. En 2001, la localité comptait 34 habitants.

## Démographie
| 1948 | 1953 | 1961 | 1971 | 1981 | 1991 | 2001 |
| ---- | ---- | ---- | ---- | ---- | ---- | ---- |
| 81   | 74   | 61   | 41   | 40   | 38   | 34   |